# The Holcroft Covenant
The Holcroft Covenant es una película de suspenso de 1985 basada en la novela homónima de Robert Ludlum de 1978. La película está protagonizada por Michael Caine y fue dirigida por John Frankenheimer. El guion fue escrito por Edward Anhalt, George Axelrod y John Hopkins.

## Reparto
- Michael Caine como Noel Holcroft
- Anthony Andrews como Johann von Tiebolt/Jonathan Tennyson
- Victoria Tennant como Helden von Tiebolt/Helden Tennyson
- Lilli Palmer como Althene Holcroft
- Mario Adorf como Erich Kessler/Jürgen Maas
- Michael Lonsdale como Manfredi
- Bernard Hepton como Leighton
- Shane Rimmer como el teniente Miles
- Alexander Kerst como el general Heinrich Clausen
- Michael Wolf como el general Erich Kessler
- Richard Münch como Oberst

## Producción

### Desarrollo
La película fue parte de una lista de cinco películas de Thorn EMI en 1985, otras incluidas Pasaje a la India, Wild Geese II, Morons from Outer Space y Dreamchild.

### Guion
Edy y Ely Landau compraron los derechos cinematográficos de la novela junto con The Chancellor Manuscript. El primer borrador del guion fue realizado por John Hopkins antes de que contrataran a Edward Anhalt para reescribirlo. Sin embargo, cuando John Frankenheimer se incorporó como director, consiguió que George Axelrod reelaborara la mayor parte del guion. Frankenheimer calificó la película como "una película de conspiración" sobre "la búsqueda de un hombre de su padre". El director añadió: "Me encanta Ludlum. Soy un gran admirador de Ludlum. Compro los libros de Ludlum. Quiero decir, pago precios de librería por Ludlum".
"El guión con el que trabajé carecía relativamente de humor", dice Axelrod. "Cuando John y yo sugerimos añadir mucho más humor, los productores dijeron que no querían una comedia de Walter Matthau. Pero John les dijo que podía tomar el guión de Some Like It Hot y convertirlo en un documental social sobre los efectos de la guerra de pandillas en el negocio de la música en Chicago durante la Prohibición y cómo eso afectó la liberación de las mujeres, y que no tenían por qué preocuparse de el siendo demasiado gracioso." Axelrod admitió que no leyó la novela porque no tenía tiempo.

### Casting
Se suponía que Renee Soutendijk tendría un papel en la película, pero fue eliminado poco antes del rodaje y le dijeron que no era necesaria para el rodaje. "En mi opinión, era central para la historia, pero... cosas así han sucedido antes", dijo. "Es la forma estadounidense de tratar con la gente. En Estados Unidos te das cuenta de que eres simplemente un producto. O eres dinero para ellos o no lo eres".
Aunque James Caan fue elegido originalmente como Noel Holcroft, abandonó el set debido a desacuerdos con los productores. El director John Frankenheimer dijo más tarde: "Estaré eternamente agradecido a James Caan. Para siempre. Porque me dio el mejor regalo que me ha pasado en mi carrera, que es Michael Caine." En lo que a mí respecta, es probablemente el mejor actor con el que he trabajado", añadió Frankenheimer. "Sin duda, el mejor actor con el que he trabajado es el que se queda con la chica".

### Rodaje
El rodaje comenzó en Berlín el 2 de julio de 1984. Después de que Caan dejó la película, el rodaje se reanudó el 11 de julio. También se rodaron escenas en Múnich, Lindau y Londres.

## Estreno
La película se estrenó el 18 de octubre de 1985. 